# سیارک ۴۳۷۰۶
سیارک ۴۳۷۰۶ (به انگلیسی: 43706 Iphiklos، نامگذاری:1416T-2) چهل و سه هزار و هفتصد و ششمین سیارک کشف شده‌است که در ۲۹ سپتامبر ۱۹۷۳ کشف شد.